# Потенция
Поте́нция (полова́я поте́нция) (лат.   — возможность), в медицине — способность организма к половому акту.

## История
В сексологии термин потенция обычно относится к мужской сексуальности. Таким образом, потенция определяет сексуальные возможности мужчины и в некоторой степени характеризуется напряжённостью полового члена, скоростью появления эрекции, продолжительностью полового акта и нормальным его протеканием, а в широком смысле — самой возможностью вести нормальную половую жизнь.
Потенцию мужчины нельзя отождествлять с практикуемым им ритмом половой жизни, так как сексуальные возможности того или иного мужчины могут не коррелировать с частотой его половых актов. Также ни в коем случае нельзя её отождествлять с интенсивностью его полового влечения, которое при некоторых формах эректильной дисфункции не только не ослабевает, но наоборот, может усиливаться.
Применительно к женщинам понятие «потенция» почти не употребляется и его определение не имеет однозначной формулировки.
Здоровый мужчина сохраняет способность к полноценному половому акту всю жизнь, и в отличие от женского, мужской климакс имеет чисто патологические причины.
Вопреки расхожим убеждениям, алопеция не является универсальным признаком сниженной или повышенной половой потенции, а её наиболее распространённая форма, по-видимому, никак не коррелирует с половыми возможностями мужчины.
Систематическое и бесконтрольное применение стероидных анаболиков, часто практикуемое в бодибилдинге и некоторых видах профессионального спорта, первоначально резко повышает половые возможности мужчины, но затем приводит к их быстрому и необратимому угасанию. Подобным же действием обладают и некоторые наркотические вещества.
Хронические болезни могут по-разному влиять на потенцию. Выраженное ослабление потенции часто наблюдается при уреаплазмозе и других микоплазмозах. Значительное повышение — при хроническом трихомониазе и туберкулёзе. Повышение с последующим (по мере прогрессирования болезни) снижением — при хламидиозе.
Максимум потенции у мужчины достигается либо при полном психологическом комфорте, либо при сильном эмоциональном возбуждении, сопровождающимся выбросом дополнительного количества тестостерона. Такое может произойти, например, на отдыхе, на фоне радостного события или после потасовки, в которой одержана победа.
Негативное влияние на потенцию могут оказывать психологические конфликты, изнурительный физический труд, чрезмерная увлечённость чем-либо или перегруженность делами на работе (т. н. «синдром делового человека»), отсутствие подходящих условий для близости, половая холодность или нетактичность партнёрши и мн. др.
Периоды полового воздержания в зависимости от длительности, возраста, стажа партнёрства и других факторов могут по-разному влиять на мужскую потенцию. Так, известны случаи половых эксцессов у мужчин, длительное время не имевших общения с женщинами (например, у демобилизовавшихся военнослужащих). Как правило, такие эксцессы не бывают продолжительными, и потенция быстро нормализуется. Однако у некоторых мужчин в возрасте старше 70 лет после воздержания в течение трёх месяцев или более может наблюдаться полная и необратимая утрата способности к половому акту.
Постоянная неспособность к совершению полноценных половых актов может быть признаком одной из форм импотенции.